# Дискография Чжоу Ми
Дискография китайского певца Чжоу Ми включает в себя два мини-альбома, пять синглов и семь видеоклипов.

## Альбомы

### Мини-альбомы
| Rewind                                                                      | - Выпущен: 31 октября 2014 года (Корея) - Лейбл: SM Entertainment - Формат: CD, цифровая загрузка        | 5 | — | 11 | Республика Корея: 8,676 |
| What's Your Number?                                                         | - Выпущен: 19 июля 2016 года (Корея) - Лейбл: SM Entertainment, Label SJ - Формат: CD, цифровая загрузка | 7 | — | —  | Республика Корея: 3,524 |
| «—» означает, что релиз не был выпущен в данной стране или не попал в чарт. | |   |   |    |                         |

## Синглы
| Название                                 | Год  | Пиковая позиция в чартах | Пиковая позиция в чартах | Пиковая позиция в чартах | Альбом              |
| Название                                 | Год  | KOR                      | CHN                      | CHN                      | Альбом              |
| Название                                 | Год  | KOR                      | Billboard CHN            | Baidu                    | Альбом              |
| ---------------------------------------- | ---- | ------------------------ | ------------------------ | ------------------------ | ------------------- |
| «Rewind» (с Чханёлем)                    | 2014 | 161                      | —                        | —                        | Rewind              |
| «Empty Room (空房间)»                    | 2016 | —                        | —                        | —                        | What's Your Number? |
| «What's Your Number?»                    | 2016 | —                        | —                        | —                        | What's Your Number? |
| «I Don't Care (我不管)»                  | 2018 | —                        | —                        | —                        | Не сингл с альбома  |
| «The Lonely Flame (寂寞煙火)»            | 2018 | —                        | —                        | —                        | Не сингл с альбома  |
| «—» означает, что релиз не попал в чарт. |      |                          |                          |                          |                     |

## Другие песни, попавшие в чарт
| Название                                 | Год  | Пиковая позиция в чартах | Пиковая позиция в чартах | Пиковая позиция в чартах | Альбом |
| Название                                 | Год  | KOR                      | US                       | Baidu CHN                | Альбом |
| ---------------------------------------- | ---- | ------------------------ | ------------------------ | ------------------------ | ------ |
| «Loving You» (с Викторией Сон)           | 2014 | —                        | —                        | 13                       | Rewind |
| «Rewind» (с Тао)                         | 2014 | —                        | —                        | 17                       | Rewind |
| «—» означает, что релиз не попал в чарт. |      |                          |                          |                          |        |

## Музыкальные видео
| Год  | Название                | Альбом                               | Ссылка |
| ---- | ----------------------- | ------------------------------------ | ------ |
| 2011 | «Santa You Are The One» | 2011 SMTown Winter: The Warmest Gift | [ 7 ]  |
| 2014 | «Blind»                 | SM the Ballad Vol. 2 – Breath        | [ 8 ]  |
| 2014 | «Rewind»                | Rewind                               | [ 9 ]  |
| 2014 | «Rewind»                | Rewind                               | [ 10 ] |
| 2016 | «What's Your Number»    | What's Your Number?                  | [ 11 ] |
| 2016 | «Empty Room»            | What's Your Number?                  | [ 12 ] |
| 2018 | «I Don't Care»          | —                                    | [ 13 ] |
| 2018 | «The Lonely Flame»      | —                                    | [ 14 ] |